# Sydney Deane
Sydney Leslie Deane (Sydney, 1863 – Brooklyn, 20 marzo 1934) è stato un attore e crickettista australiano.

## Biografia
Nato a Balmain, nel New South Wales, un sobborgo di Sydney, Deane fu un giocatore di cricket e uomo di spettacolo. Fu il primo attore australiano ad apparire in un film di Hollywood.
Nei primissimi anni del Novecento, fu, nel ruolo di Frank Abercoed, nel cast di uno dei più grandi successi della scena teatrale dell'epoca, la commedia musicale edoardiana Florodora.

## Filmografia
- The Squaw Man, regia di Cecil B. DeMille e Oscar C. Apfel (1914)
- Brewster's Millions, regia di Oscar Apfel e Cecil B. DeMille (1914)
- The Call of the North, regia di Oscar Apfel e Cecil B. DeMille (1914)
- The Virginian, regia di Cecil B. DeMille (1914)
- The Making of Bobby Burnit, regia di Oscar Apfel (1914)
- What's His Name, regia di Cecil B. DeMille (1914)
- Ready Money, regia di Oscar Apfel (1914)
- La rosa del Rancho (Rose of the Rancho), regia di Cecil B. DeMille e Wilfred Buckland (1915)
- La fanciulla del West (The Girl of the Golden West), regia di Cecil B. DeMille (1915)
- The Goose Girl, regia di Frederick A. Thomson (1915)
- The Warrens of Virginia, regia di Cecil B. DeMille (1915)
- A Gentleman of Leisure, regia di George Melford (1915)
- Stolen Goods, regia di George Melford (1915)
- The Arab, regia di Cecil B. DeMille (1915)
- The Secret Orchard, regia di Frank Reicher (1915)
- The Scarlet Chastity, regia di Wilbert Melville (1916)
- Playthings of the Gods, regia di Wilbert Melville (1916)
- The Evil Women Do, regia di Rupert Julian (1916)
- Melting Millions, regia di Otis Turner (1917)
- The Grip of Love, regia di Allen J. Holubar (Allen Holubar) (1917)
- The Field of Honor, regia di Allen J. Holubar (Allen Holubar) (1917)
- A Doll's House, regia di Joseph De Grasse (1917)
- Il re dell'audacia (The Gray Ghost), regia di Stuart Paton (1917)
- The Reed Case, regia di Allen Holubar (1917)
- Sirens of the Sea, regia di Allen Holubar (1917)
- Beloved Jim, regia di Stuart Paton (1917)
- The Wife He Bought, regia di Harry Solter (1918)
- The Midnight Trail, regia di Edward Sloman (1918)
- Breakers Ahead, regia di Charles Brabin (1918)
- No Man's Land, regia di Will S. Davis (1918)
- The Lure of the Circus, regia di J.P. McGowan - serial (1918)
- A Man and His Money, regia di Harry Beaumont (1919)
- The Crimson Gardenia, regia di Reginald Barker (1919)
- Maschio e femmina (Male and Female), regia di Cecil B. DeMille (1919)
- L'isola del tesoro (Treasure Island), regia di Maurice Tourneur (1920)
- The Strange Boarder, regia di Clarence G. Badger (1920)
- Once a Plumber, regia di Eddie Lyons e Lee Moran (1920)
- The Last of the Mohicans, regia di Clarence Brown e Maurice Tourneur (1920)
- The Midlanders, regia di Joseph De Grasse e Ida May Park (1920)
- Find the Woman, regia di Tom Terriss (1922)
- Missing Millions, regia di Joseph Henabery (1922)
- Her Own Story (1922)
- The Broken Violin, regia di John Francis Dillon (1923)
- America, regia di D.W. Griffith (1924)

## Teatro
- Florodora (Broadway, 10 novembre 1900)
- Hellzapoppin' (Broadway, 22 settembre 1938)